# Григоріс Буніатян
Григо́ріс (у світі Грігор Арамовіч Буніатя́н; *26 серпня 1946 — †7 березня 2015) — архієпископ, Глава Української єпархії Вірменської Апостольської Церкви.

## Біографія
Народився 26 серпня 1946 р., висвячений 1969 р., став парохом вірменської громади у Ростові (Росія). Упродовж 1971-73 та 1975-79 рр. був парохом для вірменів у Ліоні та Парижі (Франція), одночасно продовжуючи освіту. У 1975 р. іменований архимандритом; у 1979-80 рр. був ректором семінарії в Вагаршапаті (колишн. Ечміадзін) (Вірменія). 26 жовтня 1983 р. висвячений на єпископа. Від 1981 до 1990 р. очолював вірменську єпархію в Аргентині, а від 1990 до 1997 р. — у Шіраку (Вірменія). У 2000 р. був відповідальним за єпархію в Армавірі (Росія), а в 2001 р. Католікос Гарегін ІІ іменував його главою Української єпархії Вірменської апостольської церкви з осідком у Львові.